# Вторая Гельдернская война
Вторая война за Гельдернское наследство (нид. Tweede Gelderse Successieoorlog) — вооружённый конфликт, длившийся с 1423 по 1448 год.

## Предыстория
Причиной стала смерть герцога Юлиха и Гельдерна Рейнальда IV, не имевшего законных детей. Города и рыцарство Гельренла и Цутфена избрали 13-летнего внука его сестры Йоханны ван Гулик Арнольда ван Эгмонта герцогом Гельренда, но в Юлихе герцогом был провозглашён Адольф ван Берг. Адольф также предъявлял претензии к Гельренду, в то время как Эгмонт, который временно правил герцогством от имени своего несовершеннолетнего сына Арнольда, также предъявлял претензии к Юлиху.

## Ход войны
Император Священной Римской империи Сигизмунд считал Гелдерн и Юлих феодальными владениями, отошедшими к Империи в 1423 году, которые были предложены в 1424 году Арнольду как ближайшему родственнику Рейнальда IV за плату в размере 14 тыс. гульденов. Однако Арнольд изо всех сил пытался собрать деньги, и в следующем году Сигизмунд сделал такое же предложение Адольфу, который его принял. Однако города и рыцари Гелдерланда отказались признать Адольфа герцогом, и после того, как тот пожаловался на это императору, Арнольд и его подданные были вызваны к Сигизмунду в 1430 году. Те не явились, и Арнольд подвергся имперской опале в 1431 году. Но даже после того, как папа Евгений IV, Базельский собор и Сигизмунд выразили свою поддержку Адольфу в 1434 году, Арнольд твердо удерживал Гельдерн и сохранял свои претензии на Юлиха, несмотря на многочисленные денежные проблемы и конфликты со Генеральными штатами.

## Результаты
Адольф тщетно боролся с Арнольдом, чтобы потребовать часть Гелдерна как наследство Рейнальда, пока не умер в 1437 году. В 1428 году Герхард II сменил своего дядю в качестве герцога Юлиха и продолжил войну против Гельдерна, выиграв битву при Линнихе (3 ноября 1444 г.). Наконец, он продал свои права на герцогство бургундскому герцогу Филиппу Доброму в 1448 году. Это ознаменовало конец войны за престолонаследие, хотя Филипп Добрый заявит о своих правах лишь несколько лет спустя. Хотя Арнольд никогда не отказывался от своих претензий на Юлих, у него не было средств, чтобы попытаться заявить права на эту вооруженную силу, особенно когда его сын Адольф и Филипп Добрый объединились против него в 1465 году.